# Ернст Гінцманн-старший
Ернст Гінцманн (нім. Ernst Hintzmann; 10 листопада 1853, Грос-Мордорф — 13 липня 1913, Вупперталь) — німецький політик.

## Біографія
Син пастора. В 1868-72 роках навчався в гімназії Штеттіна і гімназії Фрідріха-Вільгельма в Берліні. В 1872-76 роках вивчав природничі науки, математику, фізику і теологію в Геттінгенському університету, після чого здобув докторське звання. З 1876 року працював вчителем у вищій міській школі, з 1878 року — в реальній гімназії Мальхіна, з 1880 року — в реальному училищі Ремшайда, з 1887 року — реальної гімназії Магдебурга. З 1890 року — директор щойно відкритого реального училища Магдебурга, з 1894 року — старшого реального училища Ельберфельда. Під час перебування в Магдебурзі вступив в Магдебурзьку асоціацію природознавства і протягом кількох років її очолював. В 1900-08 роках — член міської ради Ельберфельда, одночасно з 1900 року — член ради директорів Стипендіального фонду Нефіандта, з 1904 року — комісії з охорони здоров'я. Окрім цього, Гінцманн був головою Асоціації вищої освіти без латини, щорічних зборів директорів старших класів середніх шкіл і Ельберфельдської асоціації прихильників євангелічної свободи. З 1908 року і до кінця життя — член Націонал-ліберальної партії і Прусської палати представників.

## Нагороди
- Столітня медаль
- Орден Червоного орла 4-го класу (1905)